# Hans Till
Hans Till (16 de diciembre de 1920, Arad - 24 de enero de 2012 , en realidad Johann Anton Till ) fue un taxónomo, y jardinero austriaco; especialista del género de cactus Gymnocalycium.

## Vida y obra
Hans Till nació en el seno de una familia de suabos del Banato, siendo el primer hijo de un relojero y sombrerero. Al principio estaba interesado en las plantas y quería estudiar arquitectura del paisaje después de la finalización de la escuela secundaria. A medida que la familia se empobreció en la década de 1930 en momentos económicamente difíciles, tuvo que abandonar la escuela secundaria y comenzó un aprendizaje de jardinería en Timisoara en el prestigioso comercio de Carl Reichert, jardinero de corte de Elisabeth von Hohenzollern-Sigmaringen.
En 1940, estuvo en el servicio militar, donde sirvió en un regimiento de infantería de montaña en Murmansk. Después de su liberación como prisionero de guerra en 1945 encontró trabajo en una guardería en Braunau am Inn . Se casó en 1946 y tuvo cuatro hijos. En 1951 Hans Til se hace independiente y establece un vivero en Attersee. A mediados de la década de 1980 se retiró.
Redujo su extensa colección de cactus y se centra en exclusiva sobre el género Gymnocalycium. En 1988 inició Hans Till junto con Franz Strigl un grupo de trabajo fundacional de la Sociedad de Amigos austriacos del Cactus. En 1987, 1988, 1990, 1993 y 1996 viajó a Argentina, donde se encuentra el género Gymnocalycium para estudiarlo en su ubicación natural. Hans Till publicó la primera descripción de varios Gymnocalycium. Su contribución más importante a la comprensión de este género, fue en la morfología de las semillas de clasificación infragenérica del género. Hasta Till era un miembro de la Organización Internacional para las Suculentas.

## Honores

### Membresías
- La Sociedad de Amigos austriacos de los Cactus le nombró miembro honorario.

### Epónimos
Walter Rausch nombró en honor de Hans Till, el cactus Gymnocalycium tillianum Rausch

## Escritos
- Hans Till: Neuordnung der Gattung Gymnocalycium. In: Gymnocalycium. Band 14, 2001, S. 385–404.
- Hans Till: Nomenklatorische Berichtigungen zum Artikel „Neuordnung der Gattung Gymnocalycium“. In: Gymnocalycium. Band 16, Nummer 2, 2003, S. 517.

1. ↑  Científico nombrante de nuevas especies para la ciencia
2. ↑  Kakteen And. Sukk. 21: 66 1970 (IK)